# On the Warpath (film 1909)
On the Warpath è un cortometraggio muto del 1909. Non si conosce il nome del regista né si hanno altri dati sul cast del film la cui trama appare in Moving Picture World synopsis. L'unico di cui si conosce la partecipazione alla pellicola è Pete Morrison, un attore e stuntman specializzato nel genere western, che appare in un ruolo di comparsa.

## Produzione
Il film fu prodotto dalla Selig Polyscope Company.

## Distribuzione
Distribuito dalla Selig Polyscope Company, il film - un cortometraggio di una bobina - uscì nelle sale cinematografiche statunitensi il 18 febbraio 1909.